# Flaga Laponii
Flaga Laponii – oficjalna flaga Lapończyków. Została zaprojektowana przez lapońską artystkę z Norwegii Astrid Båhl i zaakceptowana na 13. konferencji Lapończyków w Åre w 1986 roku.
Kolory flagi – czerwony, niebieski, zielony i żółty są takie same jak w tradycyjnych ludowych strojach Lapończyków. Koło symbolizuje słońce (czerwony kolor) i księżyc (niebieski kolor). Flaga ta jest wspólna dla wszystkich Lapończyków w Norwegii, Finlandii, Szwecji i Rosji. 